# Jean Tirilly
Jean Tirilly, né le 13 avril 1946 à Treffiagat et mort le 28 juin 2009 à Douarnenez,, est un peintre français.

## Collections publiques
- Collection de l'art brut, Lausanne[3]
- Musée d’art spontané, Bruxelles

## Expositions[4]
- 1995 Les Peintres de l'été au Guilvinec, exposition organisée par Arts Guil
- 1996 Les Peintres de l'été au Guilvinec
- 2013, Pont-Aven, France
- 2012, « Rétrospective », Pont-Croix, France
- 2008, Riec-sur-Bélon, France
- Le hang-art, Saffré, France

## Galeries[4]
- Galerie Benoot, Knokke-Heist, Belgique
- Galerie Jakez, Pont-Aven, France
- Galerie l'Aquarelle, Quimper, France
- Galerie Zaiß, Aalen, Allemagne
- SüdWestGalerie, Niederalfingen, Allemagne
- Biz’Art-Biz’Art, Le Vaudioux, France
- Galerie "au gai sabot" Audierne, France